# Nishiwaki
Nishiwaki (西脇市 -shi) é uma cidade japonesa localizada na província de Hyogo.
Em 2003 a cidade tinha uma população estimada em 37 249 habitantes e uma densidade populacional de 383,50 h/km². Tem uma área total de 97,13 km².
Recebeu o estatuto de cidade a 1 de Abril de 1952.